# Șefii Marelui Stat Major al Armatei Republicii Moldova
Aceasta este lista Șefilor Marelui Stat Major al Armatei Republicii Moldova.
| Grad                 | nume                 | Perioadă                           |
| -------------------- | -------------------- | ---------------------------------- |
| Colonel              | Pavel Chirău         | 26 aprilie 1994 ? - 20 martie 1997 |
| Colonel              | Vladimir Donțul      | 20 martie - 24 decembrie 1997      |
| General de brigadă   | Ion Ștefan Coropcean | 16 iunie 1998 - 25 septembrie 2009 |
| Ministru al Apărării | Vitalie Marinuța     | 25 septembrie 2009 - prezent       |